# Armin Hahne

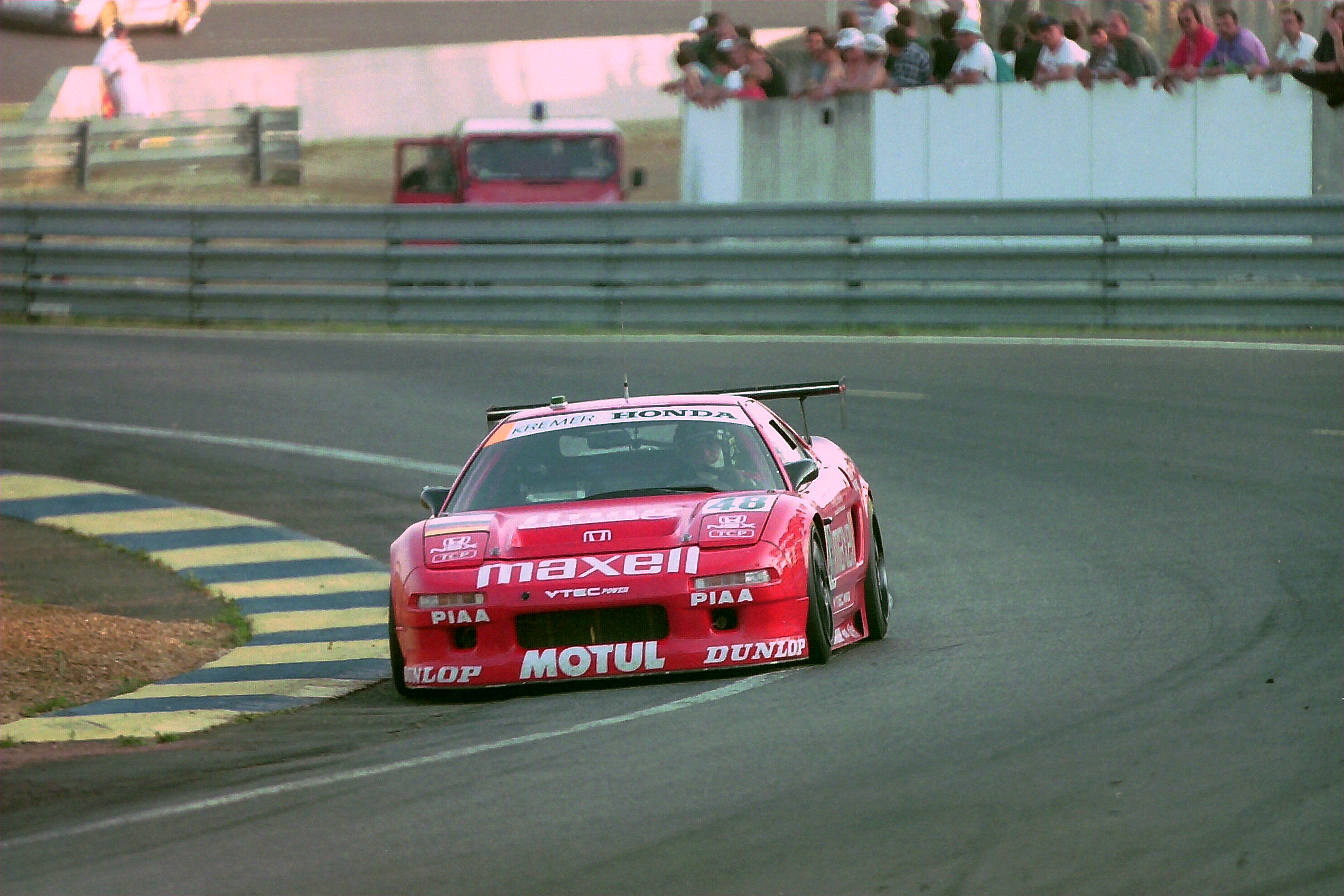
Der Honda NSX von Christophe Bouchut, Bertrand Gachot und Armin Hahne beim 24-Stunden-Rennen von Le Mans 1994

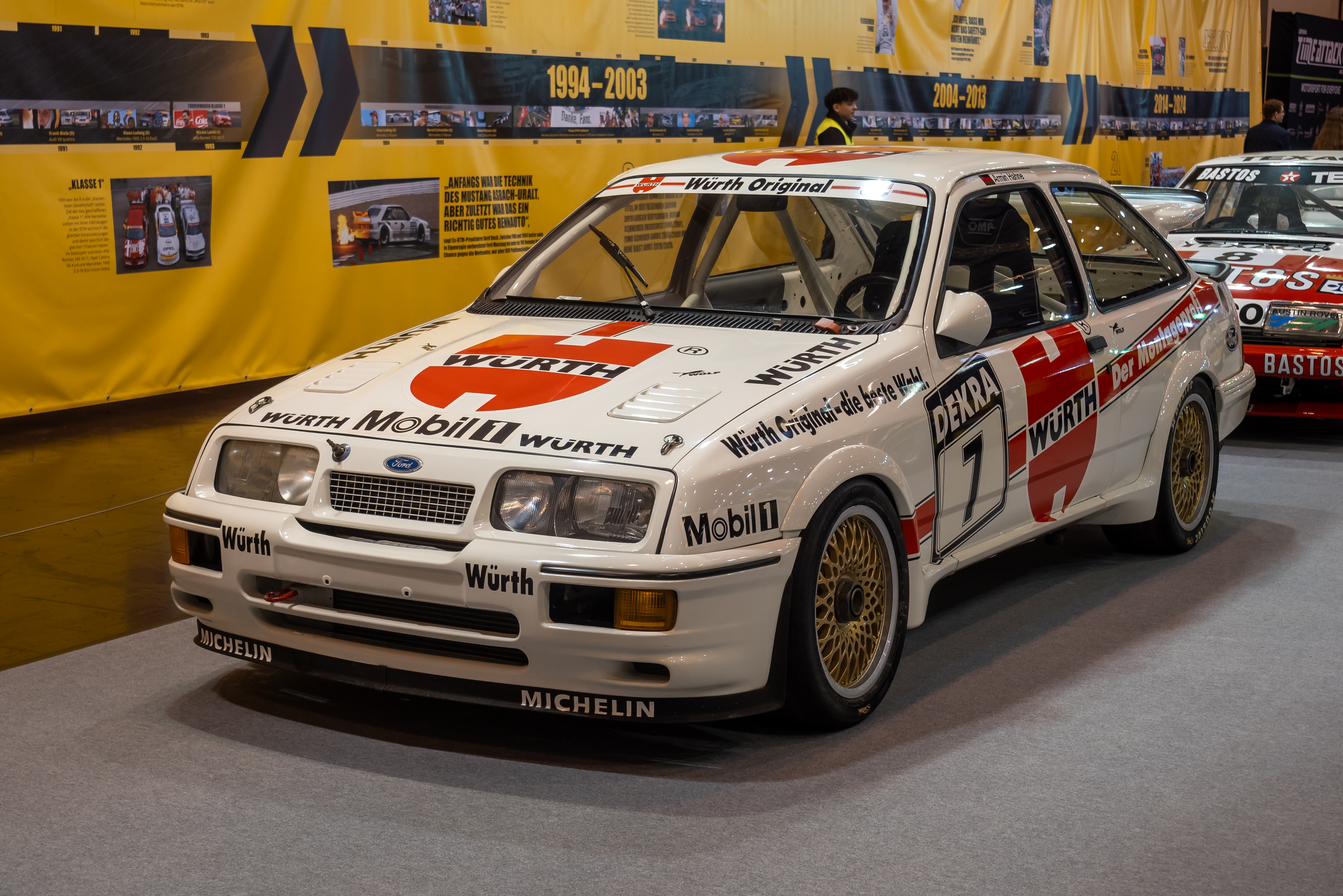
Hahnes Ford Sierra RS500

Armin Hahne (* 10. September 1955 in Moers) ist ein ehemaliger deutscher Automobilrennfahrer.

## Karriere
Hahne war vornehmlich im Tourenwagensport aktiv. In den 1980er und 1990er Jahren fuhr er – zunächst hauptsächlich für Ford, später für BMW – über 100 Rennen in der DTM. Auch sein Neffe Jörg van Ommen war lange in der DTM aktiv. Sein älterer Bruder Hubert Hahne fuhr zeitweise in der Formel 1.
Bei Langstreckenrennen erreichte er unter anderem einen Gesamtsieg 1991 beim 24-Stunden-Rennen auf dem Nürburgring gemeinsam mit Joachim Winkelhock und Kris Nissen auf einem BMW M3  und einen fünften Platz beim 24-Stunden-Rennen von Le Mans auf einem Porsche 911 GT1 im Jahr 1997. Im Folgejahr fuhr er, ebenfalls auf Porsche 911 GT1, in der FIA-GT-Meisterschaft; gemeinsam mit Michael Bartels erreichte er dabei eine Podiumsplatzierung im zweiten Saisonrennen.
Ab 2007 startete Hahne für Manthey Racing in der VLN Langstreckenmeisterschaft Nürburgring. 2008 beendete er im Porsche 996 GT3-MR, dem Siegerfahrzeug von 2006, das 24-Stunden-Rennen auf dem Nürburgring auf dem zweiten Platz. 2009 bestritt Hahne das Rennen gemeinsam mit André Lotterer und anderen auf einem Lexus LF-A, kam jedoch nicht in die Schlusswertung.

## Statistik

### Le-Mans-Ergebnisse
| Jahr | Team                         | Fahrzeug        | Teamkollege        | Teamkollege       | Platzierung | Ausfallgrund     |
| ---- | ---------------------------- | --------------- | ------------------ | ----------------- | ----------- | ---------------- |
| 1993 | Tom Walkinshaw Jaguar Racing | Jaguar XJ220    | David Leslie       | Win Percy         | Ausfall     | Motorschaden     |
| 1994 | Kremer Honda Racing          | Honda NSX       | Christophe Bouchut | Bertrand Gachot   | Rang 14     |                  |
| 1995 | Honda Motor Co. Ltd.         | Honda NSX GTI   | Ivan Capelli       | Bertrand Gachot   | Ausfall     | Kupplungsschaden |
| 1997 | Schübel Engineering          | Porsche 911 GT1 | Pedro Lamy         | Patrice Goueslard | Rang 5      |                  |